# アントニオ・ルカヴィナ
アントニオ・ルカヴィナ（セルビア語: Антонио Рукавина、英語: Antonio Rukavina、1984年1月26日 - ）は、ユーゴスラビア（現・セルビア）出身の元サッカー選手。元セルビア代表。現役時代のポジションはディフェンダー。

## 経歴

### クラブ
2002年から2007年までFKベジャニヤに在籍。通算124試合に出場し、26得点を記録した。2007年1月にパルチザン・ベオグラードへ移籍。2008年1月には、ドイツのボルシア・ドルトムントへ移籍金250万ユーロで移籍した。
2018年7月4日、カザフスタン・プレミアリーグのFCアスタナに移籍した。
2021年11月11日、現役引退を表明した。

### 代表
セルビア代表としては、2007年6月2日のUEFA EURO 2008予選・フィンランド戦で代表初キャップを記録している。
2018 FIFAワールドカップに出場するセルビア代表に選出された。

## 所属クラブ
- FKベジャニヤ 2002-2007
- パルチザン・ベオグラード 2007-2008
- ボルシア・ドルトムント 2008-2012

→ TSV1860ミュンヘン 2009.2-2012 (loan)
- レアル・バリャドリード 2012-2014
- ビジャレアルCF 2014-2018
- FCアスタナ 2018-2021

## 代表歴

### 出場大会
- セルビア代表
  - 2010 FIFAワールドカップ
  - 2018 FIFAワールドカップ

### 試合数
- 国際Aマッチ 59試合 0得点（2007年-2019年）[3]

| セルビア代表 | 国際Aマッチ | 国際Aマッチ |
| 年           | 出場        | 得点        |
| ------------ | ----------- | ----------- |
| 2007         | 7           | 0           |
| 2008         | 7           | 0           |
| 2009         | 4           | 0           |
| 2010         | 4           | 0           |
| 2011         | 0           | 0           |
| 2012         | 1           | 0           |
| 2013         | 5           | 0           |
| 2014         | 2           | 0           |
| 2015         | 0           | 0           |
| 2016         | 7           | 0           |
| 2017         | 7           | 0           |
| 2018         | 11          | 0           |
| 2019         | 4           | 0           |
| 通算         | 59          | 0           |